# مارک اندرسون (بازیکن فوتبال، زاده ۱۹۸۹)
مارک اندرسون (انگلیسی: Mark Anderson؛ زادهٔ ۱۳ فوریهٔ ۱۹۸۹) بازیکن فوتبال اهل بریتانیا است.